# Alec Kann
Alec Kann, né le 8 août 1990, est un joueur américain de soccer. Il joue au poste de gardien de but au FC Cincinnati en Major League Soccer.

## Carrière

### Formation et université
Kann a fréquenté le Lakeside High School, où il a joué au soccer pendant trois ans, notamment dans l'équipe championne de l'État AAAA (bilan de 20–1–1) lors de sa dernière année. Il a poursuivi sa carrière universitaire à l'université de Furman de 2008 à 2011.
Pendant ses années universitaires, Kann a également joué avec le Mississippi Brilla dans la USL Premier Development League en 2010.

### Carrière professionnelle
Kann a signé avec le Charleston Battery, club de la USL Pro, le 23 mars 2012. Il est resté au club pour toute la saison 2012 mais n'a pas joué en équipe première.
Le 19 mars 2013, Kann a signé avec le Fire de Chicago de la MLS. Il a été prêté par Chicago aux Charlotte Eagles, club de la USL Pro, en juin 2014 puis au club affilié à la United Soccer League Saint Louis FC en mars 2015.
Chicago n'a pas renouvelé le contrat de Kann à l'issue de la saison 2015. Il a été inscrit au 2015 MLS Re-Entry Draft et sélectionné par Sporting Kansas City lors de la première phase.
Le 13 décembre 2016, Atlanta United a sélectionné Kann au cinquième tour de la MLS Expansion Draft.
À la suite de la saison 2021, le contrat de Kann a été refusé par Atlanta.
FC Cincinnati a choisi de signer Kann pour un contrat de deux ans le 16 décembre 2021.

## Vie privée
En plus de jouer professionnellement, Kann entraîne des joueurs par le biais d'entraînements privés en Caroline du Nord.

## Palmarès
Charleston Battery
- USL Championship : 2012
- MLS Cup : 2018
- Conférence Est : 2018
- U.S. Open Cup : 2019[12]
- Campeones Cup : 2019[13]
- Supporters' Shield : 2023